# NGC 4279
NGC 4279 est une galaxie lenticulaire située dans la constellation de la Vierge. NGC 7279 a été découverte par l'astronome américain Lewis Swift en 1886.

## Caractéristiques

### Distance
Sa vitesse par rapport au fond diffus cosmologique est de 4 732 ± 44 km/s, ce qui correspond à une distance de Hubble de 69,8 ± 4,9 Mpc (∼228 millions d'al).
À ce jour, une mesure non basée sur le décalage vers le rouge (redshift) donne une distance d'environ 61,200 Mpc (∼200 millions d'al). Cette valeur est légèrement à l'extérieur des valeurs de la distance de Hubble. Notons cependant que c'est avec la valeur moyenne des mesures indépendantes, lorsqu'elles existent, que la base de données NASA/IPAC calcule le diamètre d'une galaxie et qu'en conséquence le diamètre de NGC 4279 pourrait être d'environ 22,3 kpc (∼72 700 al) si on utilisait la distance de Hubble pour le calculer.